# Salvia gattefossei
Salvia gattefossei là một loài thực vật có hoa trong họ Hoa môi. Loài này được Emb. miêu tả khoa học đầu tiên năm 1935.